# 日本コンタクトレンズ
株式会社日本コンタクトレンズは、かつてコンタクトレンズの製造・販売を行っていた日本の企業。「ニチコン」ブランドのコンタクトレンズで知られていた。

## 概要
「日本のコンタクトレンズの父」と呼ばれた眼科医である水谷豊が、1958年に合名会社日本コンタクトレンズ研究所として創業。1964年に株式会社へ改組。日本におけるコンタクトレンズメーカーのパイオニアとして、酸素透過性レンズ、円錐角膜用や角膜移植後の角膜不正乱視向けハードコンタクトレンズ、遠近両用ハードコンタクトレンズなどの製品を開発し、ニチコンブランドは高い知名度を有した。
1996年2月期には約38億7000万円の売り上げを記録したが、その後は国内外の同業他社が台頭し、さらに使い捨て型ソフトコンタクトレンズが登場。当社は使い捨てコンタクトレンズ市場で他社に出遅れを取ったと同時に、シェアを他社に奪われた上に業績は悪化。再建策として2013年11月に同業のアイミー株式会社を買収したが業績回復には至らず、2016年2月期の売り上げは約20億700万円までに低下したと同時に赤字に転落。このため、2016年11月15日に関連会社である株式会社日本コンタクトレンズ株式会社（東京本社）とともに、名古屋地方裁判所へ民事再生法適用を申請し、同年11月29日に民事再生手続開始決定を受けた。
2018年3月23日に名古屋地方裁判所から再生計画認可決定を受けたが、スポンサー契約の条件を満たせなかったことから、日本コンタクトレンズと日本コンタクトレンズ（東京本社）は、同年5月1日に名古屋地方裁判所に民事再生手続廃止を申請したと同時に事業停止し、従業員は全員解雇された。そして同年5月30日に名古屋地方裁判所から破産手続開始決定を受けた。
なお、当社が製造・販売していた製品の製造販売承認の権利は破産管財人からアイミーへ譲渡された。当社が所有していた不動産も破産管財人によって処分され、本社敷地内にあった建物は本社事務所棟以外解体された。
当社が製造を受託していたアイミーの一部製品の供給にも影響が出てきており、販売を終了した製品もある。アイミーは日本コンタクトレンズに代わる新たな製造元を探すとしている。
日本コンタクトレンズは2021年3月11日に法人格が消滅した。

## 沿革
- 1958年 - 合名会社日本コンタクトレンズ研究所として設立。同時にハードコンタクトレンズを発売。
- 1964年5月 - 株式会社に改組し、日本コンタクトレンズ製造株式会社へ社名変更。
- 1970年 - 宮崎工場竣工。日本万国博覧会のタイムカプセルに当社のコンタクトレンズを収納。
- 1985年 - 社名を株式会社日本コンタクトレンズに変更。
- 1987年 - 本社屋完成。
- 1988年 - 商品管理センター完成。
- 1991年 - 宮崎第2工場竣工。
- 1995年 - ボシュロムと業務提携。
- 1998年 - 医薬品事業へ進出。
- 2012年 - 宮崎工場を宮崎第2工場へ統合。
- 2013年11月1日 - クーパービジョン・ホールディングス・ジャパン株式会社から、アイミー株式会社の全株式を取得し子会社化[15][16]。同時にアイミー製品の製造を受託[17]。
- 2016年
  - 11月15日 - 名古屋地方裁判所へ民事再生法適用を申請[3]。
  - 11月29日 - 名古屋地方裁判所から民事再生手続開始決定を受ける[7]。
  - 12月 - アイミー株式会社の全株式を、アイミー・スーパーマックス株式会社へ譲渡[18]。
- 2017年
  - 3月10日 - 再生計画案の提出期限が、2017年7月31日までの伸長が認められる。
  - 7月31日 - 再生計画案の提出期限が、2018年1月31日までの伸長が認められる[19]。
  - 12月24日 - 民事再生スポンサーに株式会社匠堂を選定[20]。
- 2018年
  - 3月23日 - 名古屋地方裁判所から再生計画認可決定を受ける[8]。
  - 5月1日 - 名古屋地方裁判所へ民事再生手続廃止を申請したと同時に事業停止。翌2日に民事再生手続廃止決定を受ける[21][2][5][6]。
  - 5月30日 - 名古屋地方裁判所から破産手続開始決定を受ける[1][9][10]。
- 2021年3月11日 - 法人格消滅。

## 販売していた商品

### ハードコンタクトレンズ
- ニチコンEX-UV
- ニチコンEX-UVパル
- ニチコンうるるUV
- ニチコンRZX
- ニチコンEX-UVトーリック
- プラスビュー

### ソフトコンタクトレンズ
- ニチコンソフトRP

### ケア製品
- トータルワンプラス (ハードコンタクトレンズ用洗浄保存液。現在はアイミー株式会社が製造を継承している。)